# 백석동 (천안시)
백석동(白石洞)은 대한민국 충청남도 천안시 서북구의 행정동이다. 법정동인 백석동을 관할하고 있다. 주민 센터는 천안종합운동장 내에 있다.

## 개요
천안 서부의 주거지역으로, 2000년대 초부터 택지지구가 개발 되기 시작하면서 인구가 계속해서 늘어나고 있다. 인근에 천안종합운동장, 천안시청, 백석농공단지가 있다.

### 연혁
- 1995년 2월 20일 : 쌍봉동에서 쌍용동과 봉명동으로 분동[2][3]
- 1996년 1월 1일 : 쌍용동에서 쌍용1동과 쌍용2동으로 분동 (시조례 1384호)
- 2003년 8월 12일 : 쌍용2동에서 쌍용3동으로 분동 (시조례 579호)
- 2006년 1월 10일 : 쌍용3동에서 백석동으로 분동 (시조례 709호)
- 2013년 10월 14일 : 백석동의 일부(법정동 : 불당동)가 불당동으로 분리됨. (시조례 1298호)

### 법정동
- 백석동(白石洞)

### 지명 유래
흰색의 바위가 많이 있어서 백석이라는 마을이름이 붙여졌다. 백석동의 다른 이름은 '한들'이라고 부르며 한들은 '큰들'에서 유래되었다는 설이 전해지나 사실은 '흰돌(白石)'에서 온 것으로, '흰돌'이 '한들'로 음이 변한 것이다. 백석동에서 불당동으로 이어지는 넓은 들에서 '큰들'이라는 이름을 추측할 수도 있으나 본래 마을 이름은 '흰돌말'이다.

1914년 일제에 의한 행정구역 통폐합으로 송골, 산직골, 승적골을 합쳐서 백석리라 하여 영성면에 편입되었고 1931년 천안읍이 생기면서 환성면(歡城面)에 편입되었다가 1963년에 천안시 승격으로 백석동이 되어 오늘날에 이르고 있다.

## 교육
- 천안백석초등학교
- 천안환서초등학교
- 천안한들초등학교
- 천안백석중학교
- 천안환서중학교

## 아파트
| 단지명                | 건설사                      | 시행사             | 주소                                | 입주        | 비고     |
| --------------------- | --------------------------- | ------------------ | ----------------------------------- | ----------- | -------- |
| 백석주공 1단지        | ㈜흥진건설                  | 대한주택공사       | 서북구 백석3로 69                   | 2002년 12월 |          |
| 백석주공 3단지        | 금호산업                    | 대한주택공사       | 서북구 백석3로 70                   | 2002년 12월 | 국민임대 |
| 백석주공 2단지        | 대아건설㈜ ㈜에스에이치건설 | 대한주택공사       | 서북구 백석3로 91                   | 2004년 7월  |          |
| 백석 벽산블루밍 1단지 | 벽산건설                    | ㈜삼성씨엔지하우징 | 서북구 번영로 278-12                | 2006년 1월  |          |
| 백석 벽산블루밍 2단지 | 벽산건설                    | ㈜미래산업개발     |                                     | 2006년 5월  |          |
| 천안백석 호반리젠시빌 | ㈜리젠시빌                  | ㈜리젠시빌         | 서북구 백석2길 12 서북구 백석2길 40 | 2003년 12월 |          |
| 백석 1차 아이파크     | 현대산업개발                | ㈜라온산업건설     | 서북구 한들3로 100                  | 2009년 4월  |          |
| 백석 2차 아이파크     | 현대산업개발                | ㈜아시아신탁       | 서북구 한들3로 35-23                | 2014년 12월 |          |
| 백석 3차 아이파크     | 현대산업개발                | ㈜재연디앤씨       | 서북구 한들3로 36-17                | 2017년 5월  |          |
| 천안 브라운스톤       | 이수건설                    | 경평건설㈜         | 서북구 번영로 306-15                | 2006년 5월  |          |
- 천안 백석푸르지오 - 2010년 2월 입주 / 대우건설
- 백석 리슈빌 - 2010년 4월 입주 / 계룡건설산업

## 주요 시설
- 천안시청
- 천안종합운동장